# ЗІЛ-164
ЗІЛ-164 — радянський вантажний автомобіль виробництва Заводу імені Ліхачова. Створений на базі ЗІС-150 шляхом модернізації його окремих вузлів і агрегатів. Виготовлявся з жовтня 1957 по грудень 1964 року (з грудня 1961 — ЗІЛ-164А).

## Опис

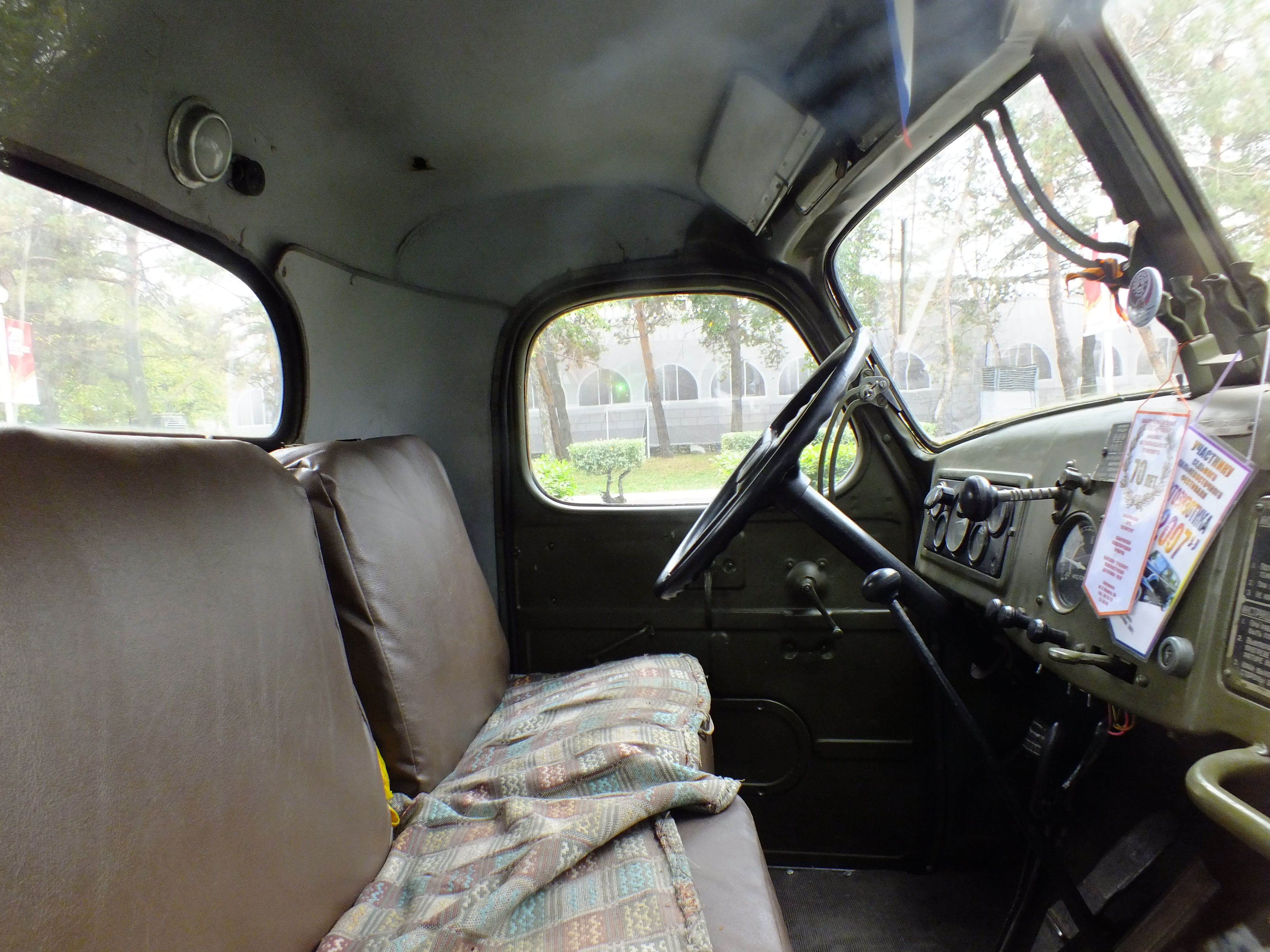

Автомобілі ЗІЛ-164 і ЗІЛ-164А довгі роки були «робочими конячками» практично у всіх автогосподарствах СРСР. На їх базі спеціалізовані заводи випускали великими серіями фургони, заправники, цистерни, пожежні автівки, автокрани і багато інших типів спеціальної техніки.
Зовні ЗІЛ-164 від ЗІЛ-164А відрізнити легко по розташуванню жалюзі на боковинах капота: у ЗІЛ-164 вони вертикальні, у ЗІЛ-164А - горизонтальні, як у ЗІС-150.
Багато автівок, що використовувалися групою радянських військ в НДР, обладнувалися спеціальними кузовами німецького виробництва. Зокрема, німецькі пожежні машини на базі ЗІЛ-164 після списання з військових частин продовжували працювати в пожежних бригадах найближчих міст. Крім того, багато автогосподарств своїми силами виготовляли на базі ЗІЛ-164 дуже оригінальні спецмашини, нерідко такі конструкції з'являлися в СРСР вперше, наприклад, касетний цементовоз.
На шасі ЗІЛ-164А монтувалася також перша в СРСР серійна цистерна для перевезення зрідженого газу АЦЖНГ-4-164А. В автогосподарствах ЗІЛ-164 працювали до кінця 1970-х, а окремі екземпляри і до початку 1990-х. До початку 1960-х ЗІЛ-164 і його модифікації встигли значно застаріти, і в 1965 році автомобілі серії 164 були зняті з виробництва. Сьогодні на території СНД і Прибалтики збереглося кілька примірників цих автівок.

## Двигун
- 5,555 л ЗІЛ-164 І6 97 к.с. при 2600 об/хв, 324 Нм при 1200 об/хв